# مایموس
مایموس (انگلیسی: MIMOS) شرکت دولتی فناوری اطلاعات مالزیایی است، که در سال ۱۹۸۴ تأسیس شد.